# Scanners
Scanners (Scanere) este un film canadian SF de groază de acțiune scris și regizat de David Cronenberg. În rolurile principale au interpretat actorii Stephen Lack, Jennifer O'Neill, Michael Ironside și  Patrick McGoohan. În film, „scanerele” sunt oameni cu abilități puternice de telepatie și telechinezie. ConSec, un furnizor de arme și sisteme de securitate, caută scanere pentru a le folosi în propriile scopuri. Intriga filmului se referă la încercarea lui Darryl Revok (Ironside), un scanner renegat, de a porni un război împotriva ConSec. Un alt scaner, Cameron Vale (Lack), este trimis de ConSec pentru a-l opri pe Revok.
A avut premiera în ianuarie 1981, fiind distribuit de New World-Mutual (în Canada) și Manson International (în restul lumii). Coloana sonoră a fost compusă de Howard Shore. A avut încasări de 14,2 milioane $.
Filmul a avut mai multe continuări, Scanners II: The New Order (1991), Scanners III: The Takeover (1992), Scanner Cop (1994) și Scanners: The Showdown (sau Scanner Cop II) (1995)

## Distribuție
- Stephen Lack - Cameron Vale
- Jennifer O'Neill - Kim Obrist
- Patrick McGoohan - Dr. Paul Ruth
- Lawrence Dane - Braedon Keller
- Michael Ironside - Darryl Revok
- Robert Silverman - Benjamin Pierce
- Mavor Moore - Curtis Trevellyan
- Anthony Sherwood - Aiden
- Fred Doederlein - Dieder Tautz
- Victor Désy - Dr. Gatineau
- Louis Del Grande - First Scanner
- Alex Stevens - ConSec Programmer

## Producție și primire
A primit Premiul Saturn pentru cel mai bun film internațional.
Pe Rotten Tomatoes, filmul are un rating de aprobare de 70% bazat pe 37 recenzii.